# آلفا دیفنسین
آلفا دیفنسین (انگلیسی: Alpha defensin) خانواده‌ای از پپتیدهای دیفنسین پستانداران است که متعلق به زیرگروه آلفاست. در پستانداران، این پپتیدها را با نام کریپتیدین (Cryptdin) هم می‌شناسند که در درون روده باریک ساخته می‌شوند. کریپتیدین یک تکواژ چندوجهی از «کریپت» و «دیفنسین» است.
دیفنسین‌ها، پپتیدهایی کاتیونی و میکروب‌کش هستند که بین ۲ تا ۶ کیلو دالتون وزن دارند و علیه بسیاری از باکتری‌های گِـرَم منفی، گِـرَم مثبت، قارچ‌ها و ویروس‌های پوشش‌دار مؤثرند و در درون مولکول خود سه جفت پیوند دی‌سولفیدی نیز دارند. دیفنسین‌های پستانداران بر پایه اندازه و نوع پپتیدهای دی‌سولفیدی خود به سه گروه «آلفا»، «بتا» و «تتا» تقسیم‌بندی می‌شوند. آلفا-دیفنسین‌ها که در انسان، میمون و برخی جوندگان یافت شده‌است، در نوتروفیل‌ها، برخی ماکروفاژها و سلول‌های پانت روده باریک به فراوانی وجود دارند.
تولید دیفنسین‌ها در پاسخ به حضور محصولات میکروبی یا سیتوکین‌های التهابی به‌وقوع می‌پیوندد. به برخی از دیفنسین‌ها، کورتیکواستاتین (CS) هم گفته می‌شود، چرا که جلوی ساخت کورتیکوستروئیدهای تحریک‌شده توسط آدرنوکورتیکوتروپین را می‌گیرد. اینکه میکروب‌ها چگونه توسط دیفنسین‌ها کشته یا غیرفعال می‌شوند، هنوز به‌درستی مشخص نشده‌است اما این احتمال وجود دارد که به‌واسطه گسیختن غشاء میکروبی باشد. توپولوژی قطبی دیفنسین‌ها به‌همراه نواحی باردار و آب‌گریز آن‌ها که از لحاظ فضایی از هم مجزا هستند، این اختیار را به آنان می‌دهد که خود را به‌درون غشا فسفولیپیدی میکروب‌ها وارد کنند، به‌گونه‌ای که نواحی آب‌گریز آنان در درون غشاء لیپیدی محفوظ می‌ماند و ناحیهٔ باردار آنان (که بیشتر کاتیونی است) در بیرون و با آب و سرهای آنیونی فسفولیپید ترکیب می‌شوند. در نتیجه برخی دیفنسین‌ها با تجمع می‌توانند سوراخ‌های کانال‌مانند در دیوارهٔ میکروب ایجاد کنند و برخی دیگر یک پوشش فرش‌مانند روی غشاء میکروب‌ها ایجاد می‌کنند. نتیجهٔ نهایی این وقایع، اختلال در عملکرد میکروب‌ها و از هم‌گسیختگی دیوارهٔ آنان است که در نهایت به مرگ آنها می‌انجامد. برخی دیفنسین‌ها به صورت مولکول‌های پیش ساز پپتیدی ساخته می‌شوند. آلفا-دیفنسین‌های رودهٔ موش را از زمان کشف، «کریپتیدین» نام نهاده‌اند.